# Mohammed Abdullah Hassan

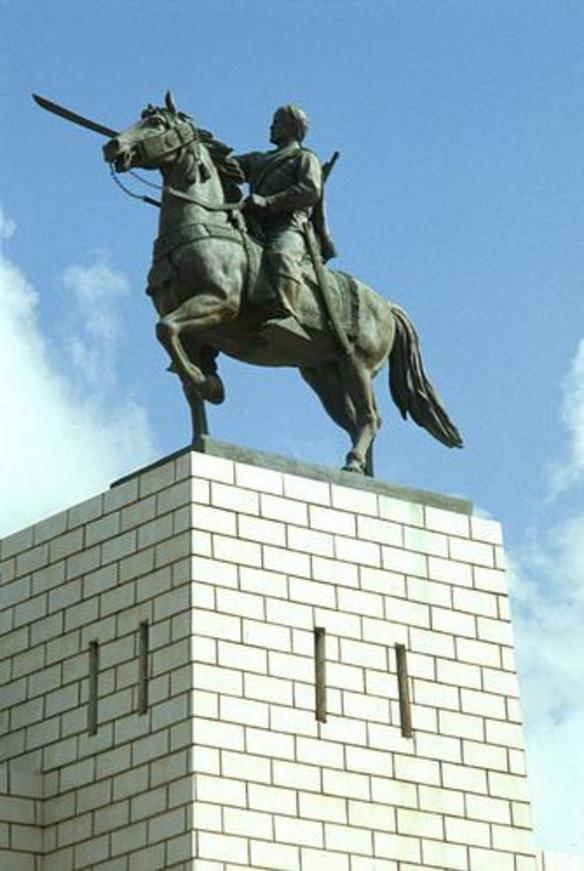
Statue von Mohammed Abdullah Hassan in Mogadishu

Mohammed Abdullah Hassan, bzw. Sayyid Muhammad ibn `Abd Allāh Hassān (somali Sayid Maxamed Cabdule Xasan, arabisch السيد محمد بن عبد الله حسان, DMG as-Sayyid Muḥammad b.ʿAbd Allāh Ḥassān, * 1856 in Buuhoodle, Nordost-Somalia; † Dezember 1920 in Imi, Ogaden im heutigen Äthiopien), war ein Sufi-Scheich und der bedeutendste somalische Poet seiner Zeit. Er führte einen jahrzehntelangen Aufstand gegen die Aufteilung der Somali-Gebiete unter den Kolonialmächten Italien und Großbritannien bzw. gegen die Angliederung der Region Ogaden an Äthiopien.
Mit Hilfe seiner Derwisch-Bewegung, als verbindender Ordnungsfaktor unter den heillos zerstrittenen somalischen Clans und durch diplomatische Ausnutzung des politischen Wettstreits der Kolonialmächte, konnte er für einige Jahre eine unabhängige staatliche Struktur im somalischen Hinterland errichten. Nach Ende des Ersten Weltkriegs gelang es jedoch 1920 der britischen Luftwaffe in relativ kurzer Zeit, den Widerstand der Derwische zu zerschlagen.
Mohammed Abdullah Hassan wird häufig mit Muhammad Ahmad, dem sudanesischen Mahdi verglichen, weshalb man gelegentlich auch ihn als Mahdi bezeichnet, obwohl er selbst diesen Titel nie beansprucht hat. Die Briten nannten ihn meist den Mad Mullah.

## Politische Karriere

### Reisen und Studium des Islam
Mit sieben Jahren begann er die Koranausbildung und erhielt mit 19 den Titel Sheikh für seine außergewöhnliche Gelehrsamkeit und Frömmigkeit. Daraufhin reiste er zum Studium nach Harar in Äthiopien, nach Mogadischu, nach Nairobi und in den Sudan. Dort traf er auf Osman Digna, einen ehemaligen General des Mahdi-Aufstandes. Dass Mohammed sich dort die Inspiration für seinen Derwischaufstand holte, wird von Samatar jedoch angezweifelt. Auf seinen Reisen wurde ihm der Ruf zuteil, keine Zurückhaltung oder Selbstbeherrschung zu kennen. Es hieß, er akzeptiere keinen Lehrer, der ihn nicht gelehrt hatte. Den resultierenden Anspruch setzte er konsequent um: Er studierte bei insgesamt 72 Sheikhs. Nach neun Jahren des Studiums kehrte er zurück zu den Dulbahante-Darod, dem Clan seiner Mutter, und heiratete eine Frau aus seinem Clan, den Ogadeni-Darod.

### Pilgerfahrt und Rückkehr
Im Jahr 1894 trat er mit einigen Dhulbahante den Haddsch nach Mekka an, wo er eineinhalb Jahre blieb. Dort studierte er bei Sayyid Mohammed Salih, dem Begründer der puritanischen Salihiyya-Tariqa, und reiste schließlich, zum Führer der Salihiyya für Somaliland ernannt, zurück.
Er machte Station in Berbera, wo er seine zweite Frau heiratete und gegen Rauschmittel, Luxus und die in Afrika weit verbreiteten Heiligenverehrung predigte. Unter anderem aufgrund seines Temperaments geriet er dabei in Konflikt mit der britischen Konsularverwaltung und vor allem mit der Qadiriyya-Tariqa; Berbera hatte sich im Schatten der engeren Kooperation mit den Briten zu einer säkulareren Stadt entwickelt, in der sich auch die vorherrschende Qadiriyya liberalisierte.

### Kontakt mit Europäern
Ein in den Vordergrund gehobenes Ereignis in Berbera gilt als wichtiger Punkt in seiner Entwicklung: Vor einer französisch-katholischen Mission traf er auf einige somalische Missionsschüler, die auf seine Nachfrage nicht ihre somalischen Namen und die Namen ihrer Väter und Clans angaben, sondern christliche Namen. Daraus schloss er, dass die Europäer eine Bedrohung für den Islam darstellten; von da an predigte er auch offen gegen die britische Administration.

### Entwicklung des Widerstands: die Derwischbewegung
Er kehrte zurück in das Gebiet der Dulbahante (welche keine Verträge mit den Briten hatten wie die Clans im Norden) und baute sich dort eine militärische Anhängerschaft auf. Dies wurde von den Briten mit wachsender Sorge verfolgt. 1899 kam es zu einem Zwischenfall, auf welchen letztlich die Erklärung des Dschihad folgte: Mit den Briten verbündete Somali gaben Mohammed ein Gewehr im Tausch gegen vier Kamele, berichteten aber der Konsularadministration in Berbera, er habe das Gewehr gestohlen. Daraufhin sandten die Briten eine Klageschrift mit einer Rückforderung der Waffe, welche von Mohammed als Beleidigung empfunden wurde. Er begann nun offen um militärische Gefolgschaft zu werben. Nach Streitschlichtungen zwischen Isaaqclans und den Dhulbahante zählte die Gefolgschaft Mohammeds 5000 Mann und wird unter dem Namen „Derwische“ (Darawiish) bekannt. Am 1. September 1899 richtete er eine Klageschrift an die Briten, in der er sich als Sayyid und die Briten als infidels bezeichnet, und den Abzug der Briten fordert, wenn sie sich nicht bereiterklärten, die Dschizya zu zahlen. Diese Antwort empfand die Administration wiederum als Beleidigung und Respektlosigkeit. Sie bezeichnete ihn und seine Gefolgschaft offiziell als Rebellen und plante erste Kampagnen gegen die Derwische, um für Ruhe im versorgungstechnisch wichtigen Hinterland zu sorgen (siehe britische Kolonialpräsenz in Aden).

### Verlauf und Ende des bewaffneten Aufstands
1899 erklärte Mohammed Abdullah den Dschihad gegen die christlichen Äthiopier, Briten und Italiener, der mit einem Angriff seiner Derwische auf die britische Garnison Jijiga begann. Die Derwische kämpften mit Guerilla-Taktiken, zum einen weil sie Briten und Äthiopiern technisch unterlegen waren und zum andern weil die wenigen großen Schlachten, die Mohammed plante, aufgrund seiner strategischen Unfähigkeit desaströs endeten. Nach einer Niederlage der Derwische wurde der Aufstand von 1904 bis 1908 durch eine Friedensvereinbarung mit Italien unterbrochen. Der Dschihad wurde im Ersten Weltkrieg jedoch mit steigender Intensität fortgesetzt. Im Ersten Weltkrieg wurde der Aufstand vom Deutschen Kaiserreich, dem Osmanischen Reich und dem äthiopischen Herrscher Jesus V. unterstützt. Erst 1920 konnte der Derwisch-Aufstand durch eine konzertierte Aktion britischer See-, Land- und Luftstreitkräfte beendet werden. Mohammed floh mit wenigen Gefolgsleuten in den Ogaden, wo er kurz darauf, im Dezember 1920, vermutlich an Grippe oder Malaria starb.

## Nachwirkung
Mohammed Abdullah erreichte keines seiner Ziele: die Einigung des somalischen Volkes scheiterte sowohl am erbitterten Widerstand der Qadiriyya als auch an der mangelnden Fähigkeit, dauerhafte clan-übergreifende Strukturen aufzubauen (selbst in seinem eigenen Stamm war die Unterstützung für ihn geteilt). Das clan-übergreifende Potential des Islam konnte zunächst durch die Widersprüche der Bruderschaften nicht genutzt werden. Nicht nur, dass sich sowohl die Salihiyya wie auch die Qadiriyya grob bestimmten Clans zuordnen ließen (die Salihiyya-Mitglieder stammten allgemein aus Darod-Clans, während die Qadiriyya vor allem unter den Isaaq- und Dir-Clans des Nordens vertreten war), sie bezogen auch vor allem gegenüber der Briten konträre Positionen.
Zudem waren die Kolonialmächte nach dem Dschihad in einer deutlich festeren Position als davor, da sie in der Bekämpfung der Derwische näher zusammengerückt waren.
Dennoch ist Mohammed Abdullah Hassan heute eine Symbolfigur des somalischen Nationalismus. Dies ist u. a. auf drei Gründe zurückzuführen: Zunächst war er der erste, wenn auch erfolglose Widerstandskämpfer der Somali. Durch die Führerschaft der Salihiyya war er außerdem ein islamischer Gegenpol zu den christlichen Mächten Äthiopien, Großbritannien und Italien. Da auch heute der Islam die bei weitem meistverbreitete Religion in Somalia ist, bildet er in der Retrospektive einen attraktiven Abgrenzungspunkt im Sinne des Nation-Building. Nicht zuletzt hat auch seine Dichtkunst dazu beigetragen, dass er heute ein integraler Bestandteil des somalischen Nationalbewusstseins ist.

## „The Mad Mullah of Somaliland“?
Vor allem in zeitgenössischer Literatur wird Muhammad als the Mad Mullah bezeichnet. Dieser Name wird einerseits auf einen Zwischenfall in Berbera 1895 bezogen, wo sich der zeitlebens impulsive Muhammad von einem kleinen Disput mit einem britischen Beamten in Rage hat versetzen lassen. Teilweise wird aber auch auf Reaktionen anders gesinnter Somalis verwiesen, die Muhammad während einer Predigt in Berbera trafen. Diese haben ihn als „the lunatic mullah“ bezeichnet, dabei handelt es sich wahrscheinlich um eine ungenaue Übersetzung, da die Somali ihn wohl nicht als lunatic im geisteserkrankten Sinne bezeichnen wollten, sondern auf seinen Fanatismus Bezug nahmen. Möglich ist auch einfach eine Verballhornung bzw. Zusammenziehung des Namens Muhammad ibn Abdallah.